# 交響曲 (ラロ)
交響曲ト短調（こうきょうきょくトたんちょう）は、1885年から1886年にかけて作曲された、エドゥアール・ラロの最後の管弦楽曲。ラロは以前にも2つの交響曲を手懸けてはいるが、破棄したものと見なされている。古典的な構成を採るが、ラロのラテン系の気質は旋律や管弦楽の音色に歴然としており、ロマン主義的な内容を持つ。

## 概要

### 楽曲構成
以下の4楽章から成り、演奏に約28分を要する。
1. アンダンテ - アレグロ・ノン・トロッポ
2. ヴィヴァーチェ
3. アダージョ
4. アレグロ

## 楽器編成
フルート2、オーボエ2、クラリネット2、ファゴット2、ホルン4、トランペット2、コルネット2、トロンボーン3、チューバ1、ティンパニ、弦楽五部。

### 初演
1887年2月7日にシャルル・ラムルーの指揮とラムルー管弦楽団の演奏によりパリで初演された。初演者であるラムルーに献呈されている。

### 出版
総譜は1888年にG.アルトマン社が初版を出したが、1891年に同社がウージェル社に買収されたため、その後の出版はウージェル社に継承された。グザヴィエ・ルルーが作成した4手ピアノ版の編曲もウージェル社が出版している。

### 創作の意図
ラロは1887年3月に、作家でワグネリアンのアドルフ・ジュリアンに宛てた手紙で本作について述べた際、描写音楽よりも純音楽を信じているとして、以下のように述べた。

## 評価
ラロの《交響曲 ト短調》は、『ミュージカル・クォータリー』誌上の論文（1925年）において、フランスの交響曲の中で「屈指の快作」と呼ばれている。ラロの交響曲は、カミーユ・サン＝サーンスの《交響曲 第3番》、セザール・フランクの《交響曲ニ短調》、ヴァンサン・ダンディの《フランスの山人の歌による交響曲》といった、フランスを代表する3つの交響曲と同時期に創られたが、トマス・ビーチャム卿が「再発見して」定期的に指揮するまでは看過されていた。アメリカ合衆国では、1970年までに主要な交響楽団が取り上げるようになるまで、ニューヨーク・フィルハーモニー管弦楽団が（ただ一度1931年に）上演したのが唯一の例だった。
ビーチャムが1959年にパリのサル・ワグラムで実現させた最初の偉大な録音について、1961年の批評は、「一聴に値しない。素材も手法も平々凡々で冴えない。人気の《スペイン交響曲》の眩さも旋律的な魅力もない」と扱き下ろしている。アントニオ・デ・アルメイダ指揮の録音は、1976年に「なるほどラロが意図したことではなかろうが、循環主題は、ブラームスの《ピアノ協奏曲 第2番》の開始と、残念なほど酷似している」と評されたが、一方で、4つの楽章の中では第2楽章が最も堅固で「管弦楽法が見事であり」、ビゼーの《交響曲 第1番》と「きわめて対等な存在」であるとも論じられた。   

## 音源
| 指揮者                     | オーケストラ                                 | 録音年  |
| -------------------------- | -------------------------------------------- | ------- |
| ジョルジュ・セバスティアン | コロンヌ管弦楽団                             | 1953年? |
| トマス・ビーチャム         | フランス国立放送管弦楽団                     | 1959年  |
| アントニオ・デ・アルメイダ | モンテカルロ国立歌劇場管弦楽団               | 1974年? |
| ヨンダーニ・バット         | ロイヤル・フィルハーモニー管弦楽団           | 1989年? |
| ジャンカルロ・アンドレッタ | バーゼル交響楽団                             | 1994年  |
| ニコス・アシネオス         | フランクフルト・ブランデンブルク州立管弦楽団 | 1995年  |
| ケース・バケルス           | マレーシア・フィルハーモニー管弦楽団         | 2001年  |